# Kurt von Wolowski

Kurt Wolowsky, 1915

Kurt von Wolowski (auch: Kurt Wolowski, Kurt Wolowsky, Curt von Wolowsky) (12. Juni 1897 in Berlin, Deutsches Reich – Juli 1985 in New York, USA) war ein deutscher Schauspieler.

## Leben
Wolowski lernte bei Max Reinhardt das Theaterhandwerk und spielte im Berlin der späten 1910er und 1920er Jahre an den Reinhard- und Barnowsky-Bühnen, in Revuen von Rudolf Nelson sowie am literarischen Kabarett „Schall und Rauch“. Hier entwickelte er erstmals sein Spezialtalent: Die Parodie großer Schauspielkollegen, mit denen er auf der Bühne gestanden hatte: u. a. Max Pallenberg, Joseph Schildkraut, Jakob Wassermann und Theodor Loos. Vor allem diese Fähigkeit verschaffte ihm auch Aufnahmetätigkeit bei Rundfunk und Schallplatte. Außerdem trat er im Stummfilm in Erscheinung, zumeist in jugendlichen Nebenrollen.
Unmittelbar nach Ende des Zweiten Weltkriegs war er Ensemblemitglied des improvisiert wiedereröffneten Kabaretts der Komiker im Programm „Festspiele der Kleinkunst - Improvisationen im August“ (Premiere 6. August 1945). Anschließend gastierte er in Paris und wurde an die Londoner BBC verpflichtet für mehrere Funkfassungen von Goethes Faust, bevor er 1948 in die USA übersiedelte, wo er weiter als Darsteller, Regisseur und Dramaturg tätig gewesen sein soll.

## Filmografie
- 1916: Und die Gerechtigkeit fand den Weg
- 1916: Zirkusblut
- 1916: Hoffmanns Erzählungen
- 1916: Muttersöhnchen
- 1922: Die Tochter Napoleons
- 1922: Lola Montez, die Tänzerin des Königs
- 1924: Die Brigantin von New York
- 1925: Götz von Berlichingen zubenannt mit der eisernen Hand
- 1925: Der Mann im Sattel
- 1927: Das edle Blut
- 1927: Vom Leben getötet. Bekenntnisse einer 16jährigen
- 1929: Geschminkte Jugend
- 1937: Einmal werd' ich Dir gefallen

## Schallplatten
- Schauspieler-Stimmportraits (Odeon O-1926, 10.5.1926)
- Der Prinzenimitator auf Reisen (Odeon O-2071, 17.1.1927)
- Aufmarsch der Prominenten (Odeon O-2404, 24.3.1928)